# 小川八起
小川 八起（おがわ やおき、1997年6月5日 - ）は、日本の子役、俳優。
スマイルモンキー所属。身長160cm。

## 人物
2005年8月末の舞台出演による上戸彩コンサート・キッズダンサーが初の芸能界によるデビュー作。他にも「埼玉ブロンコス」や「PJリーグ プロバスケットボールチーム」に活躍。

## 出演

### テレビ番組
- ナニカナ☆ナナカナ（キッズステーション）
- めちゃ×2イケてるッ!（フジテレビ、2008年10月18日）

### 映画
- MW-ムウ-（2009年7月4日、ギャガ）- 孤児役

### CM
- 劇場版ポケットモンスター（2007年）